# 1993년 OB 베어스 시즌
1993년 OB 베어스 시즌은 OB 베어스가 KBO 리그에 참가한 12번째 시즌이다. 윤동균 감독이 팀을 이끈 2번째 시즌이며, 김광림이 주장을 맡았다. 팀은 시즌 마지막 날 LG 트윈스를 제치고 8팀 중 정규시즌 3위에 오르며 6년 만에 포스트시즌에 진출했다. 그러나 준플레이오프에서 LG 트윈스에게 1승 2패로 져 탈락했다. 이후 LG 트윈스가 플레이오프에서 탈락하면서 OB 베어스는 통합 3위가 되었는데 시즌 막판 어이없는 실수가 이어지는 등 느슨한 플레이가 속출된 데다 같은 시기 간판타자 김상호 임형석도 부상으로 자주 경기에 빠져 공격의 집중력이 떨어진 것이 컸고 그나마 전년도 26홈런을 기록한 임형석은  손가락 부상으로 인해 1홈런에 그쳤다.

## 타이틀
- 올스타 선발: 김형석 (1루수), 임형석 (3루수)
- 올스타전 추천선수: 권명철, 김경원, 김상호
- 컴투스프로야구 두산 베어스 베스트 라인업: 김경원 (중계투수)
- 컴투스프로야구 90년대 올스타: 김경원 (중계투수)
- 컴투스프로야구 선정 감독들의 현역시절 라인업: 김태형
- 출장(타자): 김형석 (126)
- 타석: 김형석 (529)
- 실질타석: 김형석 (522)
- 타수: 김형석 (480)
- 안타: 김형석 (147)
- 3루타: 이명수 (8)

### 퓨처스리그
- 홈런: 소상영 (5)
- 북부리그 다승: 조영상 (5)
- 탈삼진: 조영상 (79)
- 북부리그 평균자책점: 조영상 (1.68)

## 선수단
- 선발투수: 장호연, 박철순, 김상진, 권명철, 강병규, 이진
- 구원투수: 김익재, 김만조, 이용호, 구동우, 조영상
- 마무리투수: 김경원, 이광우, 김동현, 하창우, 이상현, 박상근
- 포수: 박현영, 김태형, 조경택, 송명철
- 1루수: 김형석, 길홍규, 김종석
- 2루수: 이명수, 황일권
- 유격수: 김민호, 이종민
- 3루수: 임형석, 추성건, 안경현, 구천서
- 좌익수: 김상호, 장원진
- 중견수: 김광림, 안대환
- 우익수: 강영수, 강형석, 곽연수
- 지명타자: 최동창, 김종성, 소상영, 이전진, 최영술

## 여담
- 임형석은 이 시즌 쌍방울 레이더스와의 경기에서 5병살을 기록하여 단일 시즌 쌍방울 레이더스와의 경기에서 최다 병살타를 기록한 선수가 되었다.
- 하창우는 WHIP 0.92였으나 WAR -0.01에 그쳐 KBO 리그 역대 음수 WAR을 기록한 선수 중  최저 WHIP를 기록한 선수가 되었다.
- 김경원은 규정 이닝을 채운 상태로 평균자책점 1.11을 기록했음에도 주로 마무리투수로 등판한 탓에 시즌 9승에 그쳤다. 이로써 KBO 리그 역대 10승 실패 투수 중 평균자책점 1위에 올랐다.
- 김경원은 잔루율 90%로 규정 이닝을 채운 투수 중 KBO 리그 역대 단일 시즌 최고 잔루율을 기록했다.
- 김종석은 WAR -1.48로, 팀이 두산 베어스로 바뀌기 전까지 구단 사상 단일 시즌 최저 WAR 기록 보유자였다.
- 이진은 이 시즌을 끝으로 은퇴하여 KBO 리그 좌완 언더핸드/사이드암 투수 통산 최다 이닝(184.1이닝), 최저 WAR(-0.72) 기록을 세웠다.
- LG 트윈스와의 준플레이오프에서 KBO 리그 사상 최초로 치어리더를 도입했다.
- 이명수는 포스트시즌에서 3루타 2개를 쳐 KBO 리그 역대 단일 포스트시즌 최다 3루타 기록을 세웠다.
- 김광림은 1993 시즌을 OB 베어스에서 보낸 후 쌍방울 레이더스로 이적했는데, 이적 후 시상식이 열려 쌍방울 레이더스 소속으로 골든글러브를 수상하게 되었다.

## 같이 보기
- 1994년 OB 베어스 시즌